# Thakurbari
Thakurbari (en Bengali ঠাকুরবাড়ি, ce qui signifie ‘Maison des Thakurs) est un ancien palais résidentiel sis à Jorasanko, dans la partie septentrionale de Calcutta (Inde). Construit au XVIIIe siècle il est aujourd’hui un musée à la mémoire de Rabindranath Tagore qui y naquit (en 1861) et y mourut en 1941. Depuis 1962 l’université Rabindra Bharati y est établie.

## Histoire
L’imposante maison ancestrale de la famille des Tagore fut construite au XVIIIe siècle par le grand-père du poète Bengali, l’industriel Dwarkanath Tagore, sur un terrain reçu de la famille Seth. Jorasanko était alors le quartier de la haute et prospère bourgeoise bengalie. Au XIXe siècle, son fils Debendranath Tagore, homme profondément religieux et actif dans le Brahmo Samaj, un mouvement socio-religieux soutenant une profonde réforme de la société hindoue, en fit un centre actif de renaissance culturelle au Bengale.
Sixième fils des 12 enfants de Debendranath, Rabindranath Tagore, grand poète bengali et prix Nobel de littérature, y est né le 7 mai 1861. Il y passa son enfance et Thakurbari fut sa résidence habituelle même s’il séjourna une trentaine d’années à Shantiniketan. Il y mourut le 7 août 1941.

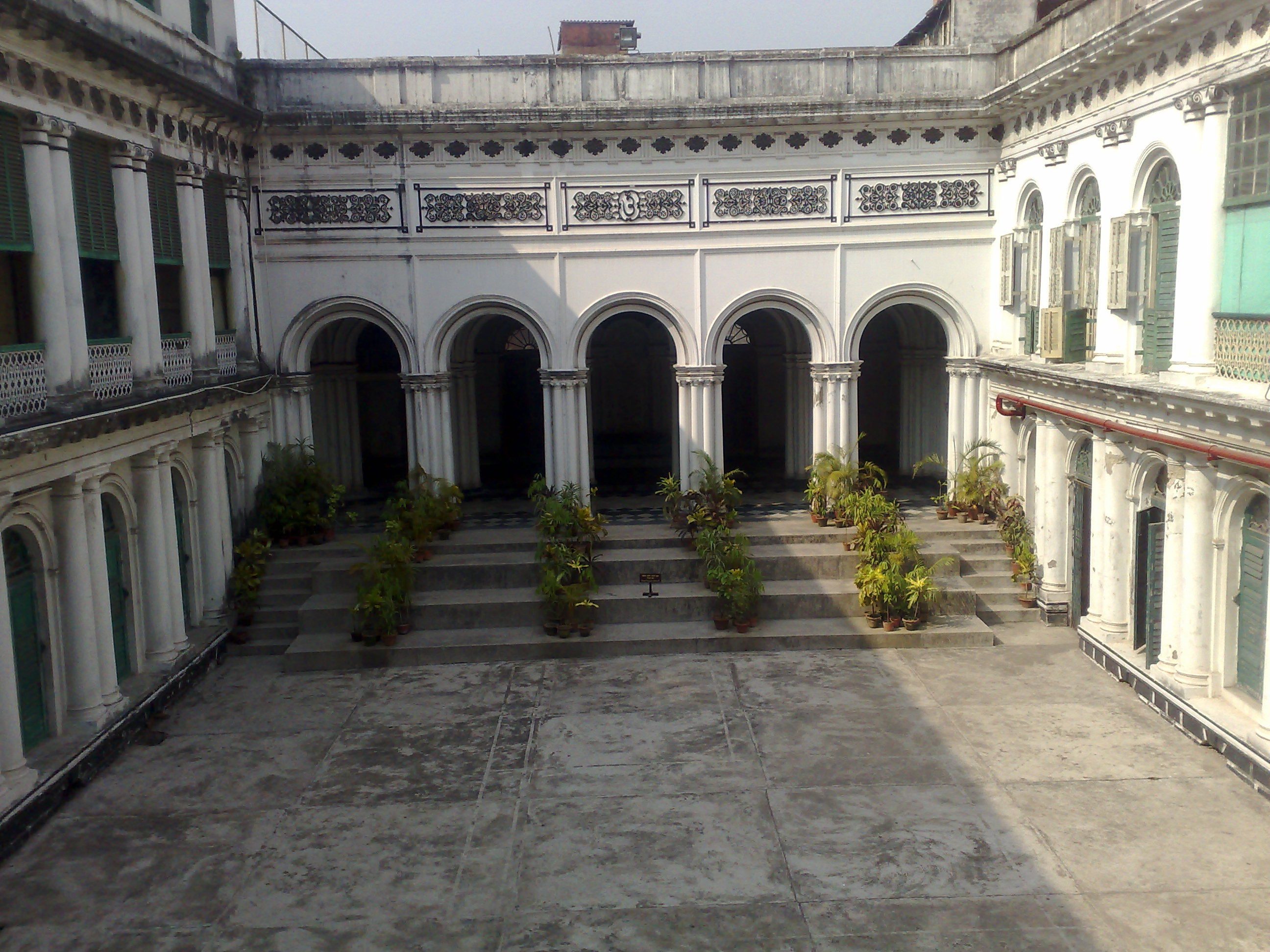
La cour intérieure fut transformée en théâtre de poche

## Musée et université
Situé au 6/4 Dwarkanath lane, Jorasanko (Calcutta) le palais familial abrite aujourd’hui un musée consacré à Rabindranath Tagore : reconstitution de la résidence telle qu’elle était de son temps, avec l’histoire de la famille Tagore, y compris son engagement dans le mouvement de Renaissance du Bengale.
En 1962, à l'occasion du centenaire de la naissance du poète (1861), le gouvernement du Bengale occidental, par un décret législatif créa l'université Rabindra Bharati spécialement consacrée à la promotion des arts plastiques et visuels, et l’installa dans la Thakurbari, qui est encore aujourd’hui le bâtiment principal du campus qui s’est créé.
Thakurbari reste un haut lieu de culture bengalie.  A certaines occasions, anniversaires de la naissance et du décès de Rabindranath, Nouvel An bengali (‘Païla Baishak’), des séances culturelles sont organisées dans la cour intérieure de palais (aménagée en théâtre) avec récitation de poèmes, danses, récital de ‘Rabindrasangeets’ (chants de Tagore) et performances théâtrales qui attirent une grande foule.